# Kristin Minter
Kristin Minter é uma atriz Americana. Ela é mais conhecida como Heather McCallister em Home Alone (1990) e Miranda 'Randi' Fronczak em ER (1995–2003).

## Biografia

### Origens
Em 1990, Minter interpretou Heather, a prima mais velha do personagem principal Kevin McCallister (Macaulay Culkin), em Home Alone. O filme arrecadou quase US$ 500 milhões em todo o mundo. Minter foi um dos três membros do elenco principal a não retornar na sequência, Home Alone 2: Lost in New York, dois anos depois.

### Carreira
Em 1991, Minter interpretou Kathy Winslow no filme Cool as Ice ao lado de Vanilla Ice. Por sua atuação em Cool as Ice, ela recebeu uma indicação ao Razzie Award de Pior Nova Estrela. Minter também interpretou Rachel MacLeod em três episódios de Highlander: The Series: "Homeland" (S4E1), "Deliverance" (S4E14) e "Promises" (S4E15). Ela desempenhou papéis menores em várias séries de televisão, principalmente em ER como Miranda "Randi" Fronczak em 72 episódios de 1995 a 2003. Minter também interpretou Nina no filme de terror corporal Excess Flesh.

## Filmografia

### Televisão
| Ano       | Título                         | Personagem                 | Notas                                                 |
| --------- | ------------------------------ | -------------------------- | ----------------------------------------------------- |
| 1989      | Living Dolls                   | Jenna                      | "The Flash Is Always Greener"                         |
| 1990      | The Outsiders                  | Sheila                     | Personagem recorrente                                 |
| 1993      | Moon Over Miami                | Rebecca                    | "Pilot"                                               |
| 1994      | Family Album                   | Valerie Thayer             | TV miniseries                                         |
| 1995      | University Hospital            | Debra Vaughn               | "Secrets Great and Small", "Endings and Beginnings"   |
| 1995      | Pig Sty                        | Christine                  | "... And This Little Piggy Moved Out", "Erin Go Barf" |
| 1995      | Fallen Angels                  | Sue Hambleton              | "Fly Paper"                                           |
| 1995      | Dad, the Angel & Me            | Rita                       | TV film                                               |
| 1995–1996 | Highlander: The Series         | Rachel MacLeod             | "Homeland", "Deliverance", "Promises"                 |
| 1995–2003 | ER                             | Miranda 'Randi' Fronczak   | Personagem recorrente                                 |
| 1996      | Kung Fu: The Legend Continues  | Emma                       | "Black Widow"                                         |
| 1998      | Brimstone                      | Janice Nowack              | "Encore"                                              |
| 2000      | G vs E                         | Annalise                   | Personagem recorrente                                 |
| 2001      | Providence                     | Alex                       | "Trial & Error"                                       |
| 2001      | NYPD Blue                      | Candy                      | "Two Clarks in a Bar"                                 |
| 2003      | John Doe                       | Charlotte Williams         | "Tone Dead"                                           |
| 2004      | Halo 2                         | ILB: Sophia Bossedon (voz) | Video game                                            |
| 2004      | General Hospital               | Jordan Baines              |                                                       |
| 2005      | Blind Justice                  | Cheryl Vitti               | "Marlon's Brando"                                     |
| 2005      | Crossing Jordan                | Sara                       | "Enlightenment"                                       |
| 2006      | Pepper Dennis                  | Bambi                      | "Dennis, Bulgari, Big Losers at ACoRNS"               |
| 2006      | CSI: Crime Scene Investigation | Hooker                     | "Living Legend"                                       |
| 2007      | Dirt                           | Dana Pritchard             | "The Thing Under the Bed"                             |
| 2009      | Nip/Tuck                       | Kitty                      | "Gene Shelly"                                         |
| 2010      | The Mentalist                  | Sugar                      | "Red Sky at Night"                                    |
| 2013      | Ironside                       | Ivana                      | "Action", "Hell on Wheels"                            |
| 2013      | Ray Donovan                    | Liza Hendricks             | "Black Cadillac", "The Golem"                         |
| 2017      | The Look-Book                  | Kiersten                   | "Model Citizens"                                      |
| 2017      | This Is Us                     | Miss Dobson                | "Déjà Vu"                                             |
| 2020      | Hightown                       | Gina                       |                                                       |

### Cinema
| Ano  | Título                                              | Personagem             | Notas          |
| ---- | --------------------------------------------------- | ---------------------- | -------------- |
| 1990 | Home Alone                                          | Heather McCallister    |                |
| 1991 | Cool as Ice                                         | Kathy Winslow          |                |
| 1992 | Passed Away                                         | Cousin Karen           |                |
| 1992 | Bayscape 2042                                       | Agent Man              | Curta-metragem |
| 1994 | There Goes My Baby                                  | Tracy                  |                |
| 1994 | Flashfire                                           | Lisa Cates             |                |
| 1995 | Lover's Knot                                        | Cheryl                 |                |
| 1996 | Savage                                              | Marie Belot            |                |
| 1997 | The Temple of Phenomenal Things                     | Monica                 |                |
| 1998 | The Effects of Magic                                | Zebrah                 |                |
| 1999 | Live Virgin                                         | Susie                  |                |
| 1999 | Tyrone                                              | Stella                 |                |
| 2000 | The Apostate                                        | Charlotte              |                |
| 2000 | Tick Tock                                           | Carla                  |                |
| 2000 | Diamond Men                                         | Cherry                 |                |
| 2000 | King of the Open Mics                               | Gina                   |                |
| 2000 | Behind the Seams                                    | Joy                    |                |
| 2001 | A Wedding for Bella                                 | Lucca                  |                |
| 2001 | Myopia                                              | Claire                 |                |
| 2002 | Waiting for Anna                                    | Anna                   | Curta-metragem |
| 2002 | March 1st                                           | Stephanie              | Curta-metragem |
| 2002 | The Gray in Between                                 | Suzie                  |                |
| 2003 | Straighten Up America                               | Helen                  | Curta-metragem |
| 2005 | In the Blink of an Eye                              | Reina                  |                |
| 2008 | Six Sex Scenes and a Murder                         | Regan Price            |                |
| 2009 | Dead in Love                                        | Sara                   |                |
| 2010 | What If...                                          | Cynthia                |                |
| 2011 | Blur                                                | Candace                |                |
| 2013 | Eat Spirit Eat                                      | Miss Parysian          |                |
| 2015 | Excess Flesh                                        | Nina                   |                |
| 2015 | Fire City: End of Days                              | Jane                   |                |
| 2015 | 7th Secret                                          | Liz Lombardi           |                |
| 2015 | Honeyglue                                           | Aunt Lisa              |                |
| 2016 | Dirty                                               | Captain Scott          |                |
| 2017 | Liza, Liza, Skies Are Grey                          | Mother                 |                |
| 2018 | The Clash of Ms. Ampersand Dottington's Dubious DNA | Kitty Patterson        | Curta-metragem |
| 2022 | 7th Secret                                          | Liz - Marissa's Sister |                |